# Night of the Blade
Night of the Blade è un album discografico del gruppo musicale britannico Tokyo Blade, pubblicato nel 1984 dalla Roadrunner Records.

## Il disco
Il disco vede due cambiamenti all'interno della formazione del gruppo: il bassista Andy Robbins viene sostituito Andy Wrighton mentre al cantante Al Marsh si sostituisce Vic Wright. Quest'ultimo avvicendamente avvenne a registrazioni quasi ultimate, costringendo quindi Wright a registrare di nuovo tutte le parti vocali soliste cantando su testi inizialmente predisposti per Marsh (le cui parti vocali d'accompagnamento non sono state modificate). L'album è costituito da pezzi inediti a cui si affiancano delle versioni registrate nuovamente di alcuni brani facenti parti di un EP pubblicato precedentemente (Lightning Strikes).
L'album è stato ripubblicato in formato CD dalla High Vaultage Records nel 1998 in due versioni: la prima contiene le tracce registrate con le parti vocali di Wright con in più tutti i brani della demo The Caves Sessions e dell'EP Lightning Strikes, la seconda, intitolata Night of the Blade...The Night Before, contiene tutte le tracce registrate con le parti vocali di Marsh.

## Tracce
1. Someone to Love - 3:41
2. Night of the Blade - 4:01
3. Rock Me to the Limit - 4:54
4. Warrior of the Rising Sun - 5:25
5. Unleash the Beast - 4:32
6. Love Struck - 3:43
7. Dead of the Night - 3:45
8. Lightning Strikes (Straight Through the Heart) - 4:31

## Formazione
- Vic Wright - voce
- Andy Boulton - chitarra
- John Wiggins - chitarra
- Andy Wrighton - basso
- Steve Pierce - batteria